# Вележ
Вележ је кречњачка планина у Херцеговини између Невесиња и Мостара, Босна и Херцеговина. Дуга је 13 км. Добила је име по словенском богу Велесу. Највиши врхови су Ботин (1969 м), Гувнине (1897 м) и Влачуге (1754 м). На северној страни има трагова глацијације. Планина обухвата већином голи крш, с ретким пашњацима и шумом. Сточарски рејон. Готово безводна. Извори се јављају у подножју (највећи је врело Буне). Изнад шумске зоне до врха налази се низ јама снежница, из којих се лети вади снег за појење стоке. Северна страна је богатија водом, ту се налази и мало глацијално језеро. Западним подножјем (долином Неретве) пролази важан пут и железничка пруга, веза Сарајева са морем.